# Yannick Fer
Yannick Fer est un sociologue français, directeur de recherche au CNRS et membre du Centre Maurice-Halbwachs (CNRS-EHESS-ENS). Il est l'un des responsables du réseau "Sociologie et religion" de l'Association française de sociologie (AFS), codirecteur avec Margherita Trento des Archives de sciences sociales des religions et rédacteur en chef de la revue internationale Social Sciences and Missions. Il s'est spécialisé dans l'étude du christianisme en Océanie, les mouvements pentecôtistes/charismatiques et les réseaux missionnaires évangéliques.

## Biographie
Né le 19 octobre 1969, Yannick Fer est diplômé de l’Institut d'études politiques de Bordeaux, titulaire d'un DESS en économie sociale de l'université du Maine (Le Mans, 1993), et d'un DEA études politiques de l'université Rennes-I (1995). En 2004, il obtient son doctorat de sociologie, mention très honorable avec félicitations avec une thèse intitulée Pentecôtisme en Polynésie française : sociabilité, travail institutionnel et recompositions identitaires, sous la direction de Danièle Hervieu-Léger.
Après plusieurs années d'enquête de terrain en Polynésie française, il a élargi son champ de recherche à d'autres pays du Pacifique - en particulier la Nouvelle-Zélande ou il séjourne plusieurs mois en 2005 et 2007, mais aussi Hawaï et Rarotonga (îles Cook) - dans le cadre d'un travail sur le réseau missionnaire évangélique Jeunesse en mission (JEM, Youth With a Mission). L'offensive évangélique, qu'il publie en 2010, est à ce jour le seul livre en sciences sociales consacré à cette organisation qui occupe une place de premier plan au sein du protestantisme évangélique mondial. Il y analyse notamment le rôle de JEM dans la diffusion de nouveaux types de chants en milieu protestant, son influence déterminante dans la diffusion des thèmes du "combat spirituel" et les relations entre évangéliques charismatiques et cultures autochtones.
Un chapitre de ce livre porte également sur le protestantisme à Paris, à travers l'histoire de l'église réformée de Belleville. Une partie de ses recherches porte sur la religion en ville, le rapport entre engagement religieux et espace urbain, entre religion et ségrégation socio-spatiale. De 2012 à 2014, Yannick Fer a notamment dirigé, au sein du GSRL un programme de recherches sur la diversité protestante à Paris. En janvier 2014, il organise avec Gwendoline Malogne-Fer un colloque, Diversité et recompositions du protestantisme à Paris, avec le soutien de la Mairie de Paris, du GSRL et du CRESPPA (université Paris 8-CNRS),. Ce colloque débouche en 2017 sur la publication de Le Protestantisme à Paris. Diversité et recompositions contemporaines. Le 24 novembre 2016, il participe à la conférence « Religion, Mobility and Urban Change in Britain and France Today » de l'université d'Oxford.
À partir du cas des mouvements pentecôtistes/charismatiques, Yannick Fer a par ailleurs publié une série de textes (articles de revues ou chapitres de livres) sur la sociologie des émotions en religion. Il y défend une approche des émotions comme "pensées incorporées", qui expriment des contenus et des modes d'engagement individuel spécifiques liés à des dispositifs religieux de socialisation, d'encadrement et de formation.
Il a publié avec Gwendoline Malogne-Fer plusieurs autres livres collectifs, sur l'anthropologie du christianisme en Océanie, le protestantisme évangélique et les identités culturelles et les femmes dans les églises pentecôtistes.
De 2016 à 2019, il a été le responsable du programme "Agenda for a critical sociology of religion" de l'université Paris Sciences et Lettres (PSL). L'équipe du programme organise une série d'ateliers, dont en 2018 une journée d'étude "Devenir soi-même. Les ressorts de la transformation biographique", qui débouche sur la publication en 2021 du numéro 124 de la revue Genèses, "(Se) convertir". L'équipe participe aussi en février 2018 à l'organisation à Paris du colloque "Religions et classes sociales". Le livre Religions et classes sociales, coordonné par  Anthony Favier, Yannick Fer, Juliette Galonnier et Ana Perrin-Heredia, est publié en 2023 chez ENS Éditions. En 2020, un séminaire est créé à l'EHESS, intitulé "Réinscrire le religieux dans le social". En 2021, l'équipe publie aux éditions Labor et Fides la traduction d'une sélection de publications du sociologue anglais Matthew Wood, Spiritualité et pouvoir. Les ambiguïtés de l'autorité religieuse.
En 2020, Yannick Fer obtient l'habilitation à diriger les recherches à l'ENS de Paris. Il publie en 2022 Sociologie du pentecôtisme (éditions Karthala), une synthèse de ses recherches sur le pentecôtisme.

## Œuvres

### Livres
- Yannick Fer et Gwendoline Malogne-Fer, Tuaro’i, réflexions bibliques à Rapa, conversion et identité, Papeete, Haere po, 2000, 306 p. (ISBN 978-2-904171-48-2, OCLC 496600426)
- Yannick Fer, Pentecôtisme en Polynésie française : l'évangile relationnel, Genève, Labor et Fides, 2005, 497 p. (ISBN 2-8309-1159-8, BNF 40130502)
  - Compte rendu : Jean-Yves Carluer, « Pentecôtisme en Polynésie française: l'évangile relationnel », Bulletin de la Société de l'Histoire du Protestantisme Français, vol. 153,‎ avril,mai,juin 2007, p. 301,302 (ISSN 0037-9050, OCLC 5884768584, lire en ligne)
- Yannick Fer, L'offensive évangélique. Voyage au cœur des réseaux militants de Jeunesse en Mission, Genève, Labor et Fides, coll. « Histoire et société », 2010, 182 p. (ISBN 978-2-8309-1381-1, BNF 42218158, lire en ligne)
  - Compte rendu : Annie Benveniste, « Yannick Fer, L’offensive évangélique. Voyage au cœur des réseaux militants de Jeunesse en Mission », Archives de sciences sociales des religions, no 152,‎ octobre-décembre 2010 (ISSN 0335-5985, lire en ligne)
- Yannick Fer et Gwendoline Malogne-Fer, Anthropologie du christianisme en Océanie, Paris, L’Harmattan, coll. « Cahiers du Pacifique Sud contemporain » (no 5), 2009, 193 p. (ISBN 978-2-296-08143-7, BNF 41468847, lire en ligne)
- Yannick Fer et Gwendoline Malogne-Fer (dir.), Le protestantisme évangélique à l'épreuve des cultures,[5], Paris, L'Harmattan, 2013.
- Yannick Fer (dir.), Diasporas asiatiques dans le Pacifique. Histoire des représentations et enjeux contemporains, Paris, Les Indes savantes, 2014, 195 p. (ISBN 978-2-84654-373-6, OCLC 880694808)[6].
- Gwendoline Malogne-Fer et Yannick Fer (dir.), Femmes et pentecôtismes. Enjeux d'autorité et rapports de genre [7], Labor et Fides, 2015
- Yannick Fer et Gwendoline Malogne-Fer (dir.), Le protestantisme à Paris. Diversité et recompositions contemporaines [8],[9], Genève, Labor et Fides, 2017.
- Claude Dargent, Yannick Fer et Raphaël Liogier (dir.), Science et religion, Paris, CNRS Alpha, 2017.
- Yannick Fer, Sociologie du pentecôtisme, Paris, Karthala, 2022, 223 p. (ISBN 978-2-8111-2869-2)
- Anthony Favier, Yannick Fer, Juliette Galonnier et Ana Perrin-Heredia, Religions et classes sociales, Lyon, ENS Éditions, 2023 (ISBN 979-10-362-0605-4)

### Articles
- Yannick Fer, « Genèse des émotions au sein des assemblées de Dieu polynésiennes », Archives de sciences sociales des religions, Éditions de l’EHESS,‎ 2005, p. 143-163 (présentation en ligne, lire en ligne)
- Yannick Fer, « Le protestantisme polynésien, de l’Église locale aux réseaux évangéliques », Archives de sciences sociales des religions, no 157,‎ 2012, p. 47-66 (ISSN 0335-5985)
- Yannick Fer et Gwendoline Malogne-Fer, « Territoires et circulations au sein des protestantismes océaniens contemporains », Hermès, La Revue, Paris, CNRS Editions, no 65,‎ 2013 (DOI 10.4267/2042/51520, présentation en ligne)

### Films
- 2010 ： Pain ou coco. Moorea et les deux traditions, coréalisé avec Gwendoline Malogne-Fer. Voir en ligne : « Pain ou coco. Moorea et les deux traditions »
- 2014 : Mission : Trocadéro, coréalisé avec Gwendoline Malogne-Fer. Voir en ligne : « Mission : Trocadéro », sur archive.org
- 2015 : "Si je t’oublie ’Opunohu". Les chemins de la culture à Moorea, coréalisé avec Gwendoline Malogne-Fer. Voir en ligne : « Si je t’oublie ’Opunohu". Les chemins de la culture à Moorea » [10],[11],[12]
- 2021 : Ola nou yé ? Antillais catholiques en Ile-de-France, coréalisé avec Gwendoline Malogne-Fer. Voir en ligne : « Ola nou yé ? Antillais catholiques en Ile-de-France »
- 2022 : Carnoêt terre des vieux saints, coréalisé avec Gwendoline Malogne-Fer. Voir en ligne : « Carnoêt terre des vieux saints »